# ملقط قاطع النزيف

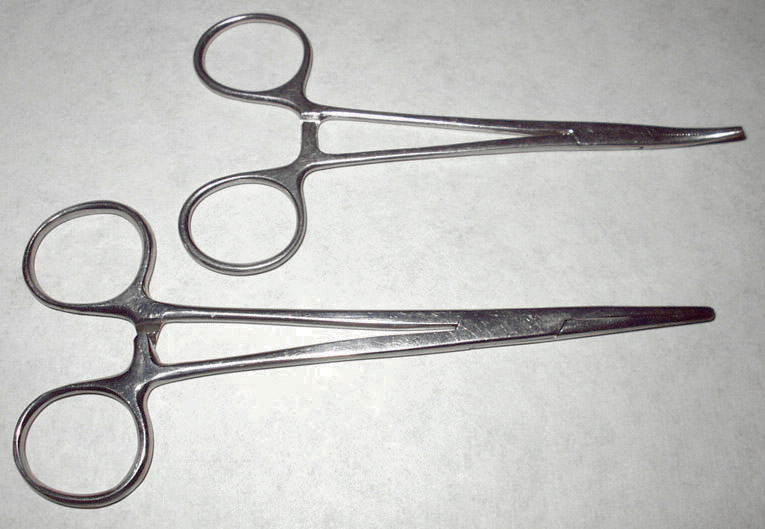
ملقط رأسه قائم وآخر منحني

يُعرف ملقط قاطع النزيف بالمرقئ وبالمقلط الشرياني وبملقط بيان(Pean) تسمية عن Jules-Émile Péan وهي أداوت جراحية تُستخدم في الكثير من العمليات الجراحية للتحكم بالنزيف؛ ولهذا السبب يُعتبر الملقط شائعاً في المراحل الأولية من العملية الجراحية لمسك الشق والذي يعمل على قفل الأوعية الدموية إلى حين ربطها. وتنتمي الملاقط إلى مجموعة أدوات ذات محور شبيه بالمقصات مثل ملقط الضمادة وملقط الأنسجة وغيرها من الملاقط التي يُحدد عملها بناءًا على نهاية شكل الملقط. ولدى الملقط مقابض تقنية القفل، فهي عبارة عن سطح مسنن في كلا المقبضين يسمح للمستخدم بضبط قوة لقط الكماشة، وتكون القوة بين أطراف الملقط عند القفل تقريباً 40N (9 lbf).
يُعد ملقط قاطع النزيف جزء من عدة الإسعافات الأولية التي يحملها الطبيب العسكري والمسعف. كذلك يُستخدم كمشتت حراري عند لحام الدوائر الكهربائية ويُستخدم كأداة لحمل مرشح سجائر الحشيش أيضاً ويستخدمها صائد السمك لإزالة الخطاف من فم السمكة والمكانيكي لحمل الصمولة والبرغي والمسامير في الأماكن الضيقة المحدودة. وكما يُستخدم كأداة لإطعام الفرائس للزواحف المحصورة واللافقريات غريبة الشكل من غير أن يتعرض المُطعم للسع أو العض.

## التاريخ
تعود أولى رسمات محور الأداة الجراحية إلى 1500 قبل الميلاد على ضريح في مدينة طيبة بمصر. عُثر على أداوت التحكم المحورية البرونزية والفولاذية الرومانية بعد ذلك في بومبي. وقد رسم الزهراوي نماذج من أداوت محورية تُستخدم لخلع الأسنان في القرن التاسع الميلادي.
يُنسب مفهوم وقف نزيف الوعاء الدموي بواسطة أداة قبل ربطه إلى جالينوس (القرن الثاني الميلادي). أصبحت طريقة الإرقاء هذه منسية إلى حد كبير حتى اكتشفها الحلاق الجراح الفرنسي أمبرواز باريه في القرن السادس عشر. وقد صنع مرقئ حديث من المرقئ القديم وأطلق عليه اسم Bec de Corbin وتعني منقار الغراب (انظر إلى الصورة أدناه)، واستطاع بهذه الأداة أن يوقف نزيف الوعاء الدموي قبل ربطه.

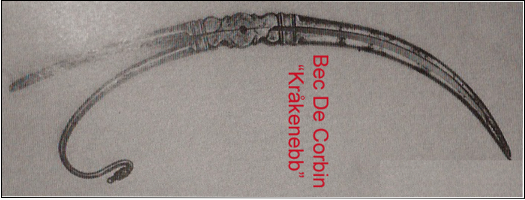
Bec de Corbin

يرجع المرقئ الحديث إلى عدة أشخاص وأولهم Jules-Émile Péan ثم الجراحين الآخرين الذين عملوا على تعديلات بسيطة على التصميم (مثل William Halsted).

## قائمة الملاقط قاطعة النزيف
- ملقط رانكن
- ملقط كيلي
- ملقط كوشر
- ملقط كرايل
- هالستد الملقط البعوض
- ملقط ميكستر "الزاوية اليمنى"
- ملقط هارتمان "البعوضة"

## روابط خارجية
Hemostats on Wikisurgery